# Erlachsmühle
Erlachsmühle ist ein Gemeindeteil der Gemeinde Hagenbüchach im Landkreis Neustadt an der Aisch-Bad Windsheim (Mittelfranken, Bayern). Erlachsmühle liegt in der Gemarkung Bräuersdorf.

## Geografie
Durch den Weiler fließt der Fembach (im Mittellauf Erlach genannt). Südwestlich des Ortes grenzt das Flurgebiet Langlänge an, südöstlich der Güterwald. 1 km nördlich liegt das Flurgebiet Weselweiher. Eine Gemeindeverbindungsstraße führt nach Oberfembach (0,8 km östlich) bzw. zur Kreisstraße NEA 19 bei Bräuersdorf (1,3 km nordwestlich).

## Geschichte
Gegen Ende des 18. Jahrhunderts gehörte die Erlachsmühle zur Realgemeinde Erlachskirchen. Das Hochgericht übte das brandenburg-ansbachische Stadtvogteiamt Langenzenn aus. Die Mühle hatte das brandenburg-bayreuthische Klosteramt Münchaurach als Grundherrn. Unter der preußischen Verwaltung (1792–1806) des Fürstentums Bayreuth erhielt die Erlachsmühle die Hausnummer 3 des Ortes Erlachskirchen.
Von 1797 bis 1810 unterstand der Ort dem Justizamt Markt Erlbach und Kammeramt Emskirchen. Im Rahmen des Gemeindeedikts wurde Erlachsmühle dem 1811 gebildeten Steuerdistrikt Hagenbüchach und der 1813 gegründeten Ruralgemeinde Hagenbüchach zugeordnet. Mit dem Zweiten Gemeindeedikt (1818) wurde sie in die neu gegründete Ruralgemeinde Bräuersdorf umgemeindet. Am 1. Januar 1972 wurde Erlachsmühle im Zuge der Gebietsreform in Bayern nach Hagenbüchach eingemeindet.

## Einwohnerentwicklung
| Jahr      | 001824 | 001840 | 001861 | 001871 | 001885 | 001900 | 001925 | 001950 | 001961 | 001970 | 001987 | 002010 | 002020 |
| Einwohner | 26     | 20     | 30     | 31     | 26     | 26     | 24     | 24     | 17     | 24     | 26     | 32     | 27     |
| Häuser    | 3      | 3      |        |        | 6      | 6      | 5      | 5      | 4      |        | 6      |        |        |
| Quelle    | [ 6 ]  | [ 9 ]  | [ 10 ] | [ 11 ] | [ 12 ] | [ 13 ] | [ 14 ] | [ 15 ] | [ 16 ] | [ 17 ] | [ 18 ] |        | [ 1 ]  |

## Religion
Der Ort ist evangelisch-lutherisch geprägt und bis heute nach St. Kilian (Hagenbüchach) gepfarrt. Die Einwohner römisch-katholischer Konfession waren ursprünglich nach St. Michael (Wilhermsdorf) gepfarrt, heute ist die Pfarrei St. Marien (Langenzenn) zuständig.